# Ernst Seifert (Politiker)
Ernst Seifert (* 11. März 1907 in Löthain; † nach 1963) war ein deutscher Schlosser und Volkskammerabgeordneter für den Freien Deutschen Gewerkschaftsbund (FDGB).

## Leben
Seifert nahm nach dem Besuch der Volksschule eine Lehre zum Schlosser auf und war später als Brigadier in diesem Beruf tätig. Er arbeitete im VEB Plattenwerke „Max Dietel“ in Meißen.

## Politik
1924 wurde Seifert Mitglied des Metallarbeiterverbandes und nach dem Zweiten Weltkrieg Mitglied des in der Sowjetischen Besatzungszone gegründeten FDGB. Es erfolgte seine Wahl zum Vorsitzenden der Betriebsgewerkschaftsleitung. Außerdem war er Vertrauensmann und Gruppenorganisator des FDGB.
In den beiden Wahlperioden von 1954 bis 1958 und von 1958 bis 1963 war er Mitglied der FDGB-Fraktion der Volkskammer der DDR.

## Auszeichnungen
- 1951, 1953 und 1954 Aktivist der sozialistischen Arbeit